# Gavl (bygningsdel)
En gavl er enden af huset, dvs. den del af facaden, der udgør bredden af huset. Kan også kaldes en gavlende.

## Gavlkonstruktioner
- Hollandsk gavl
- Kamtakker
- Klokkegavl – en erstatning for et kirketårn.
- Dekorationsgavl – kan være en gavl med glasmosaik

| Byggeri og bygningsdele | Spire Denne artikel om byggeri og bygningsdele er en spire som bør udbygges. Du er velkommen til at hjælpe Wikipedia ved at udvide den. |